# Conflicto social
El término conflicto social se refiere a una forma de conflicto generalizado entre grupos sociales relevantes que constituyen una sociedad humana política y perseverante. Una definición generalmente aceptada de conflicto en el sentido sociológico es la ofrecida por Lewis A. Coser, para quien es una lucha por los valores, por el estatus, el poder y los recursos, en el curso de la cual los oponentes desean neutralizar, dañar o eliminar a sus rivales. Un conflicto entre grupos pasa a ser un conflicto social cuando trasciende lo individual o grupal y afecta a la propia estructura de la sociedad o a su funcionamiento positivo.

Las teorías del conflicto social buscan explicar cómo la sociedad necesita tanto leyes y estabilidad como desacuerdo, y a fin de lograr integración social lo que puede conseguirse ya sea con consenso o con coacción. En cualquier caso, el conflicto es el factor del progreso, que se basa en la formación de grupos de cambio y acción social, a fin de obtener la integración, mediante pactos o acuerdos con el resto de los actores o sectores sociales,  de nuevas relaciones o estructuras, que propician los grupos de presión o interés de los artífices del cambio.

## Teorías del conflicto social
Variantes de la concepción de conflicto social dependen sobre asunciones más generales o básicas sobre la sociedad o naturaleza humana. Para versiones "moderadas" del conflicto, este no sólo existe sino tiene un papel compartido con la cooperación para establecer estabilidad o cohesión social (ver, por ejemplo, costumbre) Estas visiones permiten a percepciones funcionalistas o estructuralistas construir teorías del conflicto que conciben tanto el conflicto mismo como otras instituciones "negativas" como poseyendo un rol social en la mantención y evolución de ella y sus instituciones. (en que ese conflicto, si es propiamente controlado (ver, por ejemplo, negociación), se transforma en fuente de innovación y evolución cultural)
Visiones más radicales se pueden trazar a la visión original de Hobbes, de acuerdo a quien la sociedad está en cambio constante y es integrada por elementos contradictorios. Ese cambio social y esos elementos contradictorios obvian la necesidad de explicar el cambio social pero necesitan una de la estabilidad o permanencia de las instituciones. Esta se encuentra en la coacción.  Esto a su vez da origen a dos visiones: la clásica o conservadora, de acuerdo a la cual esa coacción da, o puede dar, origen a abusos de poder, que deben ser aceptados a fin de garantizar el buen funcionamiento social (posición de Hobbes mismo). Dentro de esta posición general hay visiones más moderadas que abogan por un estado que mejore las condiciones o abusos más extremos a fin de evitar revoluciones. (ver Lorenz von Stein) (cabe notar que una de las diferencias principales entre Hobbes y von Stein -diferencia de la que von Stein estaba perfectamente consciente- es que entre los periodos que ellos vivieron sucedió la Revolución francesa)
La segunda versión de la visión radical es la de Marx. Para él, las contradicciones sociales de Hobbes existen sobre una base fundamental: la objetividad económica. Este conflicto central se expresa o tiene repercusiones en la superestructura social, por ejemplo, en la ideología (ver lucha de clases). De acuerdo a Marx este conflicto no puede ser, tratese como se trate, aminorado sino que, por el contrario, se agudiza.
Otros seguidores de esta segunda versión de la teoría conflictista radical son C.W. Mills de acuerdo a quien las contradicciones o coacción genera "elites del poder". Para Ralf Dahrendorf, el conflicto es un hecho social universal y necesario que se resuelve en el cambio social. La posición de Dahrendorf se puede trazar a Hobbes. A esta posición se suman otros pensadores como Lewis A. Coser, Oscar Lewis, Anthony Giddens, Alain Touraine, entre otros.
Se debe hacer una mención especial de Max Weber para quien esas consideraciones significan que el Estado (que Weber concibe como teniendo el monopolio de la fuerza) va, inevitablemente, hacia una estructura racional-legal de la autoridad, utilizando una estructura burocrática a fin de ganar aceptabilidad. Sin embargo, para él, la política se deriva inanbigüamente del poder (entendido como la capacidad de tomar decisiones e imponerlas a otros), política se entiende como cualquier actividad a la que puede dedicarse el estado para influir sobre la distribución relativa de fuerza.  La cuestión central es la transformación de esa fuerza de violencia desnuda en fuerza legitima, lo que se logra, como se ha dicho, a través de la construcción de estructuras burocráticas, es decir, reguladas y sustentadas.
Aunque Weber no negó que el orden económico determinase el orden social y político, la concepción weberiana de las clases económicas es más amplia que la marxista, en que la pertenencia a clases no se determina solamente por la posición en relación con el medio de producción que los individuos posean.  Weber introdujo tres dimensiones a lo largo los cuales se estratifica socialmente a los individuos, incluyendo el estatus y un sistema de estratificación de acuerdo con el consumo de bienes (ver Estratificación social). Sin embargo, una vez que un grupo o clase ha obtenido un estatus elevado a través de ciertos logros, sus miembros tienden a limitar las oportunidades de que otros individuos las sustituyan, lo que a su vez genera conflictos que pueden incluso desembocar en revoluciones. Así, esta teoría puede ser vista en ocasiones como una parte de la teoría social evolucionista o, a veces, como parte de una percepción fuertemente influida por visiones tales como la de Marx o la de von Stein.

Desde el punto de vista moderno, y a partir de la crítica desde la visión dialéctica al funcionalismo,
Hacia fines de 1950 y en la década de 1960 el funcionalismo estructural de Parsons es objeto de diversas críticas, entre ellas ser políticamente conservador, incapaz de tratar el cambio social, debido a su interés por las estructuras estáticas, e inadecuado para comprender correctamente el conflicto social. En el esfuerzo de algunos sociólogos por integrar el interés por la estructura con el interés por el conflicto, se origina la Teoría del conflicto. 
En las interpretaciones de los diferentes autores, normalmente identificados con una escuela, la explicación se entiende de diferente manera si se refiere al sistema social en su conjunto totalizador o a la estructura social, que es el soporte teórico del sistema. Al mismo tiempo debemos situar el elenco de valores en un lugar designado y preciso, que es el sistema social. Desde el punto de vista funcional la cuestión se centra en considerar el conflicto como dinámica social hacia el consenso, una desigualdad estructural que se resuelve en una nueva integración social.
Sin embargo,  no parece ser posible explicar con ese soporte teórico otros aspectos más extremos del conflicto, tales como la revolución y la guerra. Quizás la primera es predecesora de la segunda y se originen en una primera fase del conflicto, el cual se falle en encontrar posiciones de consenso. 
En efecto, algunos autores han conceptualizado la guerra como una tentativa de superar conflictos internos a través de la "externalización" de los mismos.
De acuerdo a Norberto Bobbio y otros, esta última percepción se ha transformado en la visión generalmente aceptada en el mundo occidental

## Actualidad del concepto

### Guerra como conflicto social
Desde el punto de vista socio-filosófico se han avanzado muchas teorías acerca del origen y causas de las guerras. En consecuencia, parece conveniente tratar de clasificar, muy en general, tales teorías en dos grandes divisiones: una vez la guerra como producto racional de ciertas condiciones, primariamente condiciones políticas (célebremente, Carl von Clausewitz  argumento que la guerra es la continuación de la política por otros medios)  y otra "irracionalista", producto de una tendencia, en el fondo irracional, de los seres humanos.

### Teorías irracionalistas
Las teorías irracionalistas pueden aproximarse desde dos puntos de vista:
- Aquellas que ven el origen de la guerra en causas no atribuibles a tratamiento racional, por ejemplo, Kalevi Jaakko Holsti nota que en la concepción moderna común la guerra es considerada como una aberración, una catástrofe o crimen, el abandono de políticas racionales por alguna otra cosa, etc.  por ejemplo, sentimientos religiosos[14] o emociones.[15][16]  El extremo lógico de esta visión -que el hombre es un animal inherentemente violento, situación que demanda la expresión ocasional de tales tendencias- se encuentra en algunas explicaciones ya sea psicológicas del origen de la guerra[17] o de la psicología social (ver, por ejemplo: Experimento de Robber's Cave)

- La visión alternativa dentro de esta posición ve la guerra como originándose, a menudo, en equivocaciones o percepciones erróneas  . Así, por ejemplo,  Lindley y Schildkraut[18] argumentan, a partir de un análisis estadístico, que la cantidad de guerras que se podría aducir tuvieron un origen racional ha disminuido dramáticamente en tiempos recientes. (Lindley y Schildkraut ofrecen como ejemplos de tales equivocaciones la guerra de las Malvinas y la Guerra de Irak)

### Teoría de la guerra como actividad racional
La visión alternativa, de la guerra como actividad racional, se basa en dos percepciones. La original de von Clausewitz acerca de la guerra constituyendo la persecución de (objetivos de) la política por otros medios y una percepción posterior (implícita en von Clausewitz) que indica que se recurriría a la guerra cuando se estima que las ganancias superan a las pérdidas potenciales (es decir, a través de un análisis de costo-beneficio). A su vez, se pueden distinguir dos posiciones:
- La teoría de la primacía de las políticas domésticas: se encuentra, por ejemplo, en las obras de Eckart Kehr y Hans-Ulrich Wehler (op. cit),  Para esta posición, la guerra es el producto de condiciones domésticas. Así, por ejemplo, la Primera Guerra Mundial no fue producto de disputas internacionales, tratados secretos o consideraciones estratégicas, sino el resultado de condiciones sociopolíticas (incluyendo económicas) que, a pesar de ser comunes a varias sociedades, hacían sentir tensiones a cada una de ellas en forma interna, tensiones que solo se pudieron resolver a través de la guerra.
- La teoría de la primacía de la política internacional, que se encuentra, por ejemplo, en la concepción de Leopold von Ranke, de acuerdo a quien es las decisiones de estadistas motivados por consideraciones geopolíticas las que conducen a la guerra.